# Perfect Dark: Initial Vector
Perfect Dark: Initial Vector è un romanzo scritto da Greg Rucka, pubblicato nel 2005. Il libro è ambientato nell'universo videoludico di Perfect Dark, e si colloca temporalmente tra i due videogiochi della serie.

## Trama
2020. Joanna Dark vive da sei mesi nell'istituto di Daniel Carrington, ed entrambi si sono prefissi lo scopo di distruggere la dataDyne, nella quale si è infiltrato Benjamin Able, un agente segreto del Carrington Institute, catturato e torturato dalla dataDyne.
Joanna si infiltra a sua volta nell'edificio dove Able è prigioniero, e, sebbene fallisca il suo tentativo di salvarlo, riesce comunque ad ottenere informazioni preziose per Carrington, il quale a sua volta si scambia informazioni con Cassandra DeVries, dipendente della dataDyne che ambisce al posto di Direttore.
Il Carrington Institute viene a sapere dell'esistenza del dottor Thaddeus Rose, autore di una pericolosa influenza che pochi anni prima ha portato alla morte più di trenta milioni di persone; se da una parte la dataDyne vuole Rose morto per il suo silenzio, dall'altra Carrington deve catturarlo e farlo parlare.
Joanna e il collega Jonathan Steinberg assaltano una base in Nuova Guinea, rapiscono Rose ed organizzano un incontro con Cassandra e il dottor Murray, anch'egli della dataDyne, vincitore del premio Nobel per aver salvato il mondo dall'influenza. Cassandra uccide Rose, e Joanna uccide il dottor Murray per salvare Carrington.